# Aeronautes saxatalis
Aeronautes saxatalis е вид птица от семейство Бързолетови (Apodidae). Видът е незастрашен от изчезване.

## Разпространение
Разпространен е в Канада, Салвадор, Гватемала, Хондурас, Мексико и САЩ.